# Cyptotrama costesii
Cyptotrama costesii är en svampart som först beskrevs av Speg., och fick sitt nu gällande namn av Rolf Singer 1973. Cyptotrama costesii ingår i släktet Cyptotrama och familjen Physalacriaceae.   Inga underarter finns listade i Catalogue of Life.